# Дезеретська абетка
Дезеретська абетка (англ. The Deseret alphabet, 𐐔𐐯𐑅𐐨𐑉𐐯𐐻/𐐔𐐯𐑆𐐲𐑉𐐯𐐻) — фонетична абетка, розроблена в середині XIX століття правлінням Дезеретського університету (нині Університет Юти) під керівництвом Брігама Янга, другого президента мормонської церкви. Названа на честь нереалізованого мормонського проекту зі створення штату Дезерет.
Янг публічно заявляв, що алфавіт повинен був замінити традиційну латиницю, оскільки він точніше відображав фонетику англійської мови. Як він говорив, це б дозволило новим іммігрантам швидше освоїти читання і письмо англійською мовою, правопис якого не відображав фонетичний вигляд слів. Подібні експерименти зі створення фонетичної писемності для англійської мови набули широкого поширення в XIX—XX столітті; серед найуспішніших проєктів можна назвати стенографію Пітмена і абетка Ша. Янг наказав вивчати Дезеретську абетку в школах.

## Створення і використання

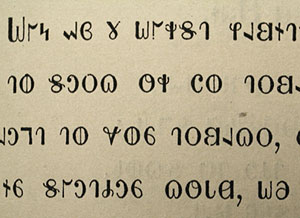
Витяг з Другої Дезеретської книги (1868). Перші 5 слів читаються «One of the worst habit[s]» (по літерах: «W-u-n ah-v thee w-u-r-s-t»)

Створення алфавіту є заслугою двох людей — Парлі Пратта (предка губернатора Мітта Ромні) і Джорджа Д. Вотта, місцевого експерта з стенографії (пізніше Вотт був відлучений від мормонської церкви). Замовлення на створення алфавіту виходило від комітету, що складається з керуючої ради Дезеретського університету і церковних лідерів — Парлі Пратта і Хібера Кімбелла.
Можливо, на створення Дезеретського алфавіту мормонів надихнув приклад фонетичного алфавіту, який створив Майкл Хал Бартон (Michael Hull Barton). Його проєкт був опублікований в 1830—1832 рр. Бартон спочатку був квакером, в жовтні 1831 р звернувся мормонську віру в Портсмуті (як раз в період його експериментів зі створенням алфавіту), проте вже через кілька місяців перейшов в шейкерство, продовжуючи при цьому підтримувати контакти з мормонськими лідерами принаймні до кризи наступника 1844 року. За кілька років існування алфавіт Бартона зазнав кількох редакцій.
Дезеретською абеткою були опубліковані як мінімум 4 книги: The First Deseret Alphabet Reader, The Second Deseret Alphabet Reader, Книга Мормона і витяг з книги Мормона під назвою «First Nephi-Omni». Крім того, в газеті Deseret News новим алфавітом публікувалися статті і витяги з Нового завіту. Крім того, збереглася велика колекція рукописного і епіграфічного матеріалу дезеретським алфавітом, в тому числі один надгробок в Сідар-Сіті, кілька монет і медалей, листи, щоденники і протоколи нарад. Пратт курирував підготовку публікації новим алфавітом Біблії, а також мормонських Навчання і звітів. Одним з найцікавіших прикладів є використання алфавіту в словнику англо-хопі.
Незважаючи на підтримку з боку мормонської адміністрації, Дезеретський алфавіт не отримав широкого розповсюдження. Однією з причин були високі витрати на поширення: за підрахунками Пратта, створення досить великої бібліотеки книг на новій абетці обійшлося б приблизно в мільйон доларів (досить значна сума для кінця XIX століття). Окремі ентузіасти алфавіту, тим не менше, існують і на початку XXI століття.

## Критика
У Дезеретській абетці немає літери для фонеми / ə / («шва»), що вказувалося як його найбільший фонологічний недолік. Мормонський місіонер Меріон Шелтон пропонував додати в алфавіт новий символ для шва, схожий на турецьку i без точки (ı), але ця ідея не набула поширення.
При створенні абетки навмисно уникали виносні елементи, що було обумовлено більшою схильністю літер з виносними елементами до зносу. Це рішення було розкритиковано як «катастрофічна» помилка, що робить текст на вигляд «монотонним», а всі написані ним слова зовнішньо схожими одне на друге. У деяких комп'ютерних шрифтах і надрукованих книгах була зроблена спроба вирішити це питання через додавання виносних елементів.

## Таблиця символів
Єдина відмінність між малими та великими літерами і формами полягає в тому, що прописні трішки більші.
| Гліф | Назва   | МФА  | Гліф | Назва    | МФА  | Гліф | Назва   | МФА  | Гліф | Назва    | МФА  |
| ---- | ------- | ---- | ---- | -------- | ---- | ---- | ------- | ---- | ---- | -------- | ---- |
| 𐐀 𐐨  | Long I  | /i/  | 𐐁 𐐩  | Long E   | /eɪ/ | 𐐂 𐐪  | Long A  | /ɑ/  | 𐐃 𐐫  | Long Ah  | /ɔ/  |
| 𐐄 𐐬  | Long O  | /oʊ/ | 𐐅 𐐭  | Long Oo  | /u/  | 𐐆 𐐮  | Short I | /ɪ/  | 𐐇 𐐯  | Short E  | /ɛ/  |
| 𐐈 𐐰  | Short A | /æ/  | 𐐉 𐐱  | Short Ah | /ɒ/  | 𐐊 𐐲  | Short O | /ʌ/  | 𐐋 𐐳  | Short Oo | /ʊ/  |
| 𐐌 𐐴  | Ay      | /aɪ/ | 𐐍 𐐵  | Ow       | /aʊ/ | 𐐎 𐐶  | Wu      | /w/  | 𐐏 𐐷  | Yee      | /j/  |
| 𐐐 𐐸  | H       | /h/  | 𐐑 𐐹  | Pee      | /p/  | 𐐒 𐐺  | Bee     | /b/  | 𐐓 𐐻  | Tee      | /t/  |
| 𐐔 𐐼  | Dee     | /d/  | 𐐕 𐐽  | Chee     | /t͡ʃ/ | 𐐖 𐐾  | Jee     | /d͡ʒ/ | 𐐗 𐐿  | Kay      | /k/  |
| 𐐘 𐑀  | Gay     | /ɡ/  | 𐐙 𐑁  | Ef       | /f/  | 𐐚 𐑂  | Vee     | /v/  | 𐐛 𐑃  | Eth      | /θ/  |
| 𐐜 𐑄  | Thee    | /ð/  | 𐐝 𐑅  | Es       | /s/  | 𐐞 𐑆  | Zee     | /z/  | 𐐟 𐑇  | Esh      | /ʃ/  |
| 𐐠 𐑈  | Zhee    | /ʒ/  | 𐐡 𐑉  | Er       | /ɹ/  | 𐐢 𐑊  | El      | /l/  | 𐐣 𐑋  | Em       | /m/  |
| 𐐤 𐑌  | En      | /n/  | 𐐥 𐑍  | Eng      | /ŋ/  | 𐐦 𐑎  | Oi      | /ɔɪ/ | 𐐧 𐑏  | Ew       | /ju/ |